# Spartium junceum
Pour les articles homonymes, voir Genêt d'Espagne.
Genre
Espèce
Classification phylogénétique
Spartium junceum, le spartier à tiges de jonc ou spartier, est une espèce de plantes à fleurs de la famille des Fabaceae. C'est un arbuste originaire de la région méditerranéenne, trouvé dans le sud de l'Europe, en Asie occidentale et en Afrique du Nord.
C'est la seule espèce encore acceptée dans le genre Spartium. Il est parfois appelé  faux genêt d'Espagne, genêt d'Espagne, geneste, gineste, joncier, spartier faux jonc ou spartion.

## Description

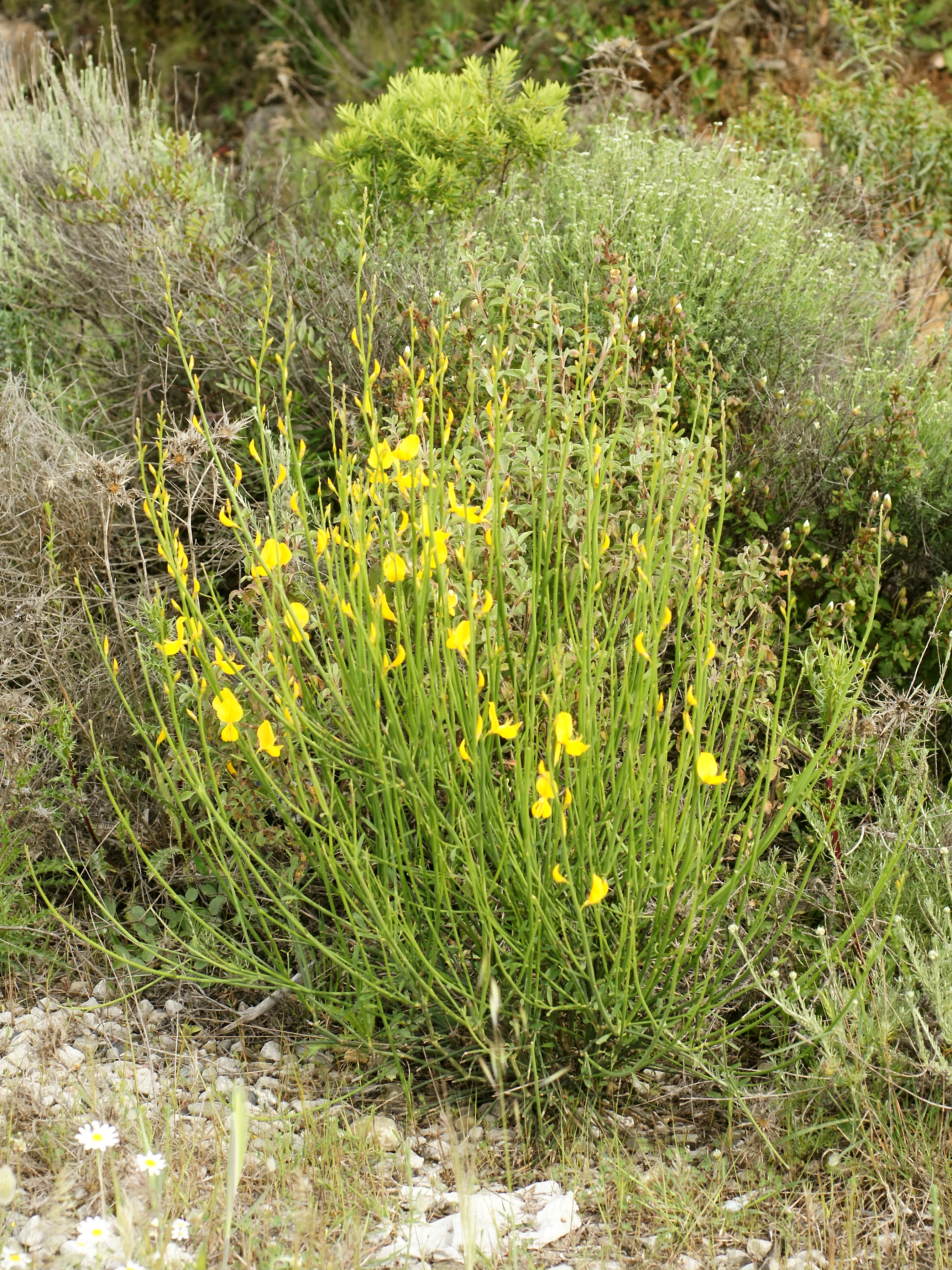
Aspect général.

C'est un arbuste aux fleurs jaune vif, ses rameaux, souvent sans feuilles, sont flexibles et restent verts une bonne partie de l'année puis virent au gris-brun avec des rayures vertes.
Les feuilles alternes oblongues-lancéolées de 3 à 7 cm de long et 3 millimètres de large tombent tôt mais elles ont peu d'importance pour cette plante car une grande partie de la photosynthèse se produit dans les jeunes pousses vertes qui conservent l'eau (stratégie de climat sec).
À la fin du printemps, les rameaux sont couverts de nombreuses fleurs jaunes très parfumées de 1 à 2 centimètres de diamètre. En fin d'été, les graines noires des gousses atteignant jusqu'à 10 centimètres de long arrivent à maturité. Elles s'ouvrent, souvent de façon sonore avec un bruit sec et répandent leurs graines autour de la plante mère, pour propager les semences.
C'est une plante rustique qui peut dépasser 2 m, et qui supporte autant les grandes sécheresses que les grands froids.
On la trouve le plus souvent en plaine et dans les maquis. Cet arbuste pionnier colonise les friches et les espaces ouverts, en particulier le long des routes et autoroutes.
Cette plante se trouve à l'état naturel notamment dans la vallée du Rhône (Montélimar) et sur le pourtour méditerranéen.
À ne pas confondre avec le Genêt à balais (Cytisus scoparius) qui est une espèce d'arbuste à feuillage caduc, originaire du nord-ouest de l'Europe et ne détenant pas les mêmes pouvoirs de toxicités. Même s'il existe de nombreux cultivars aux fleurs de différentes couleurs, dont le Genêt bicolore. Ni le Genêt épineux (Genista scorpius) pourtant présent à l'ouest de la région méditerranéenne ou encore le Robinier (Robinia pseudoacacia) également présent sur les côtes méditerranéennes.

## Caractéristiques
Organes reproducteurs
- Type d'inflorescence : racème simple
- Répartition des sexes : hermaphrodite
- Type de pollinisation : entomogame
- Période de floraison : mai à août

Graine
- Type de fruit : gousse
- Mode de dissémination : autochore

La dessiccation provoque une torsion de la gousse qui s'ouvre en projetant les graines jusqu'à plusieurs mètres de distance.

Habitat et répartition
- Habitat type : matorrals[Quoi ?] mésoméditerranéens, héliophiles, acidoclines
- Aire de répartition : cosmopolite (thermo)
- Étude toxicologique : contiendrait de la cytisine ou de la spartéine. La dose toxique est de une à deux poignées chez l'enfant.

## Propriétés
Toute la plante contient de la cytisine (alcaloïde). Elle est donc potentiellement toxique, comme le cytise. Cependant, la littérature ne rapporte pas de cas d’empoisonnement graves.

## Utilisation

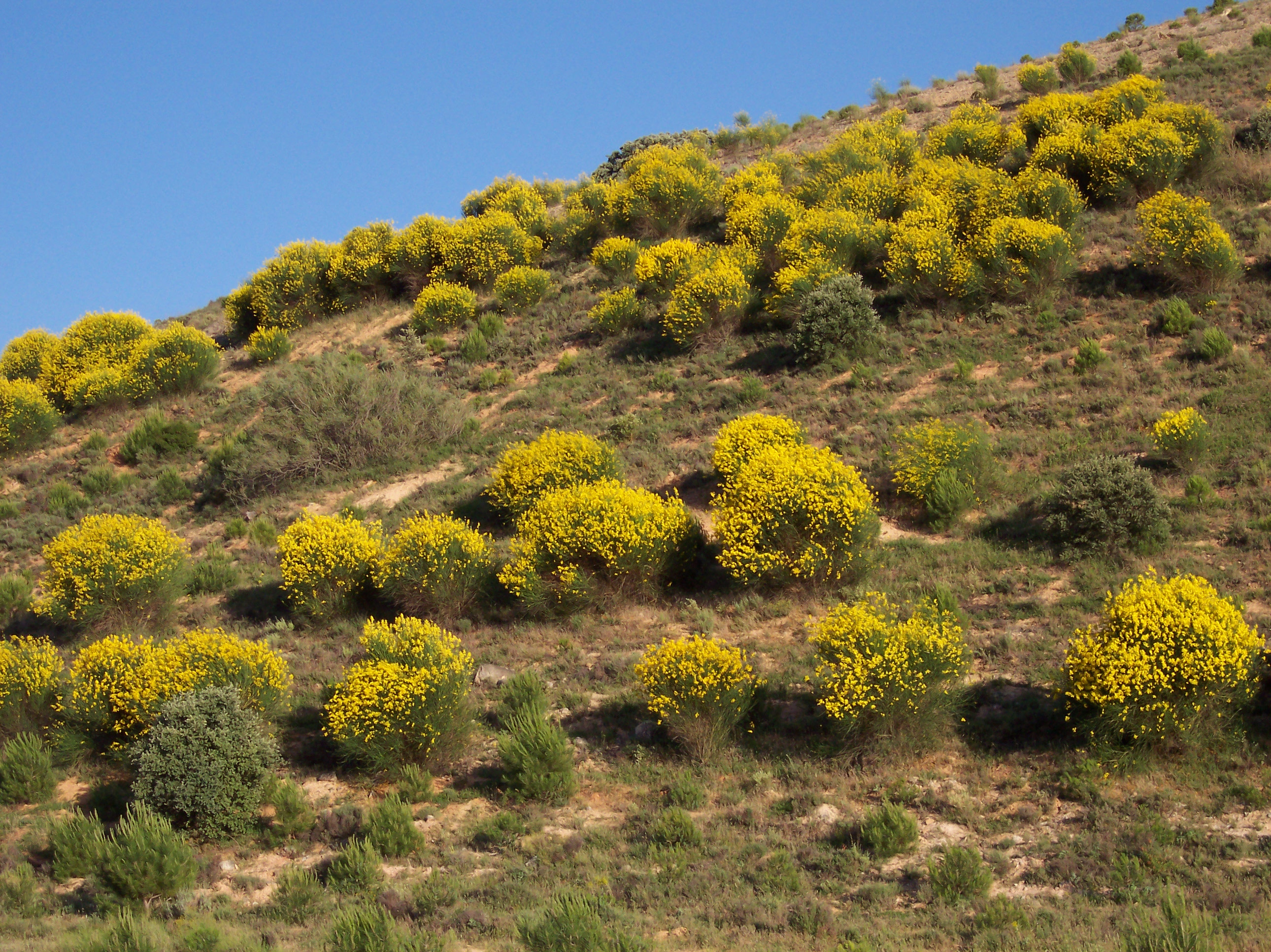
Colline couverte de spartiers.

Aux XVIIIe et XIXe siècles, le genêt d'Espagne était une plante marginale récoltée par les paysans pour leurs propres besoins en toile domestique. Le rouissage des rameaux s’opérait au bord des cours d’eau, avant le filage et le tissage pratiqués au village, afin d’obtenir des draps et des vêtements, peut-être des cordages. C’est dans l’arrondissement de Lodève seulement que la culture du genêt est suivie. Ces cultures sont appelées des genêtières ou, plus souvent, des ginestières créées dans les lieux les plus arides, sur les coteaux les plus en pente, formés par un sol pierreux et où presque aucune autre plante ne peut végéter.
Le genêt textile existait bien avant. Malgré les difficultés de localisation et d’interprétation qu’ils suscitent, Pline l'Ancien et Columelle l’attestent même dès l’Antiquité. Selon le "Dictionnaire des sciences naturelles" de 1820, "la plante attire les abeilles, nourrit les moutons et les chèvres, et donne des toiles". Pour d'autres, le genêt procure du bois pour le chauffage . En effet, dans certaines régions, le genêt d’Espagne constitue la seule nourriture fraîche pour les moutons et les chèvres pendant l’hiver, entre novembre et avril, à condition que sa consommation par les ovins reste modérée afin de ne pas risquer une infection des voies urinaires nommée ginestade. Le genêt, une fois semé, ne demande d’autre précaution que d’être préservé de la dent des troupeaux, pendant les trois premières années tout au plus. Ensuite, on coupe avec une serpe les tronçons qui ont été rongés, et au bout de six ans on est obligé de couper entièrement la souche pour qu’elle pousse de nouveau.
Il est conclu dans cette étude que l'huile de graines de genêt d'Espagne pourrait être utilisée pour fabriquer du savon, du shampooing pour les cheveux et de la résine alkyde.
Les fleurs de Spartium junceum L. (Fabaceae) sont utilisées pour le traitement des ulcères peptiques dans la médecine populaire turque. 
Cet article a cherché a expliquer le rôle des principes antioxydants dans la puissante activité antiulcérogène de l'extrait. Les fractions riches en flavonoïdes ont montré une activité antioxydante puissante.

### Spartium
- (en) Flora of Pakistan : Spartium  (consulté le 29 mai 2016)
- (en) Catalogue of Life : Spartium L. (consulté le 30 mars 2023)
- (fr) Tela Botanica (France métro) : Spartium L. (consulté le 29 mai 2016)
- (fr + en) ITIS : Spartium L. (consulté le 29 mai 2016)
- (en) NCBI : Spartium (taxons inclus) (consulté le 29 mai 2016)
- (en) GRIN : genre Spartium L. (+liste d'espèces contenant des synonymes) (consulté le 29 mai 2016)

### Spartium junceum
- (fr) Belles fleurs de France 2 : Spartium junceum (consulté le 29 mai 2016)
- (fr) INPN : Spartium junceum (TAXREF)  (consulté le 29 mai 2016)
- (en) Flora of Pakistan : Spartium junceum  (consulté le 29 mai 2016)
- (en) Catalogue of Life : Spartium junceum L. (consulté le 15 décembre 2020)
- (fr) Tela Botanica (France métro) : Spartium junceum L., 1753 (consulté le 29 mai 2016)
- (fr + en) ITIS : Spartium junceum L. (consulté le 29 mai 2016)
- (en) NCBI : Spartium junceum (taxons inclus) (consulté le 29 mai 2016)
- (en) GRIN : espèce Spartium junceum L. (consulté le 29 mai 2016)